# Legge sugli Indiani
La legge sugli Indiani (inglese: Indian Act; francese: Loi sur les Indiens) è la principale legge canadese che tratta degli Indiani registrati, delle loro bande e del sistema delle riserve. Essa fu adottata nel 1876 ai sensi dell'articolo 91(24) della Legge costituzionale del 1867 che dà al governo canadese l'autorità esclusiva di legiferare "[sugli] Indiani e le terre riservate per gli Indiani".
La legge definisce chi è "indiano" e prevede certi diritti e divieti per gli Indiani registrati. I diritti degli Indiani e delle altre tribù indigene del Canada furono sanciti dall'articolo 35 della legge costituzionale del 1982.
L'applicazione della legge sugli Indiani compete al Ministero degli affari aborigeni e dello sviluppo del Canada settentrionale.

## Storia
Questa legge trova la sua origine in vari testi di legge coloniali. La fine delle guerre, in cui i Nativi americani erano alleati, e il declino della tratta delle pellicce rendevano la cooperazione delle nazioni native americane meno necessaria. In compenso, le loro terre erano oggetto di cupidigia da parte dei coloni bianchi. A partire dal 1840, i diversi governi canadesi mirarono a dotarsi di poteri per giungere a tale fine. La Legge sulla graduale civilizzazione del 1857 cercò di assimilare gli Indiani ai coloni incoraggiando la loro iscrizione nelle liste elettorali. Durante la creazione della Confederazione nel 1867, gli indigeni non furono tuttavia consultati. La Legge sulla graduale emancipazione del 1869 stabilì il sistema di elezione nelle bande che esiste ancora oggi. Essa creò parimenti il posto di sovrintendente degli affari indiani e lo dotò di un forte potere di controllo. Queste leggi coloniali furono consolidate nel 1876 nella Legge sugli Indiani.
La filosofia di questo testo era allora chiaramente assimilazionista: si trattava di incoraggiare gli Indiani ad abbandonare il loro statuto e le loro culture tradizionali per integrarsi nella società canadese. Il testo era inoltre paternalista: il governo concepiva gli Indiani come persone da proteggere e da assimilare e da prendere in carico. In un rapporto del 1876, il Ministero dell'Interno scriveva:
Negli anni che seguirono, questa logica assimilazionista fu proseguita, ad esempio mediante il divieto di certe cerimonie tradizionali nel 1885 o l'obbligo di ottenere un'autorizzazione prima di portare certi costumi nel 1914, quando la legge rafforzò il controllo del governo sulle terre.
Nel 1951, una modifica della legge permise la partecipazione delle donne ai consigli di banda nonché l'applicazione del diritto provinciale. Essa prevede che a partire da un "livello più avanzato di sviluppo", le bande possano ricevere poteri addizionali. Renée Dupuis riassume così il regime di tutela al quale sono sottoposte le nazioni aborigene:
Malgrado tutto, occorse attendere il 1960 perché gli Indiani potessero avere il diritto di voto alle elezioni federali senza perdere il loro statuto di Indiano.
Fu solo nel 1985, con il progetto di legge C-31, che questa legge, in seguito all'adozione della Carta canadese dei diritti e delle libertà, fu profondamente emendata. La legge del 1985 sopprime in particolare le discriminazioni verso le donne e autorizza le bande a determinare esse stesse la lista dei loro membri, mentre questa prerogativa  era fino ad allora esercitata dal governo.
Dal 1985, varie leggi sono state adottate al fine di rafforzare i governi indiani autonomi.

## Statuto indiano e cittadinanza
Al momento della sua adozione nel 1876, l'Indian Act perseguiva una logica paternalista e assimilazionista verso i Nativi americani. La legge dava in particolare al governo il potere di definire lo statuto di Indiano e di imporlo ai gruppi indigeni. Secondo la legge del 1876, hanno lo statuto di Indiano:
- gli uomini di sangue indigeno ritenuti appartenere a una banda particolare;
- i loro bambini;
- le donne che sono o che sono state sposate a un uomo che dispone dello statuto di indigeno.

Tuttavia, la legge escludeva esplicitamente i Métis. Per contro, le donne indiane sposate con un non indigeni perdevano il loro statuto ed erano costrette ad abbandonare la loro comunità, il che non si applicava agli uomini indigeni che sposavano una non indigena.
Lo statuto di indigeno era allora incompatibile con la piena cittadinanza canadese. La legge creava un sistema di acquisizione automatica del diritto di voto, che interessava in particolare le donne indigene che si sposavano con un non indigeni o gli indigeni che ottenevano un diploma universitario, e ciò indipendentemente dalla loro volontà. Questo sistema automatico era sottoposto al parere consultivo di una commissione a partire dal 1951 e fu infine soppresso nel 1961. In quello stesso anno, i membri delle Prime Nazioni ricevettero il diritto di votare alle elezioni federali senza perdere il loro statuto di indigeno.
Le disposizioni discriminatorie concernenti le donne furono tolte nel 1985, nello stesso tempo in cui le bande ricevevano il diritto di determinare i propri membri.
Peraltro, la legge cercava di favorire "l'emancipazione" degli indigeni, così come la prevede l'articolo 109, cioè non essere più legalmente un indigeno e possedere tutti gli attributi della cittadinanza. Un emendamento del 1880 ritirava automaticamente lo statuto di indigeno a coloro che ottengono un diploma universitario. Durante gli anni 1920, ebbero luogo dibattiti per revocare sul serio lo statuto di indigeno, come lo preconizzava Duncan Campbell Scott che diresse il Dipartimento degli Affari dei Selvaggi dal 1913 al 1932. Le disposizioni concernenti l'emancipazione sarebbero state tolte solo nel 1985.

## Bande indigene
La legge del 1876 perpetuava il sistema di bande indigene creato precedentemente. Essa instaurava dei capi e dei consigli eletti per tre anni con un potere regolamentare limitato. Il sovrintendente generale degli affari indigeni riceveva il potere di imporre questo sistema ai gruppi indigeni.
La legge creava ugualmente un sistema di protezione e di controllo: una persona senza statuto di indigeno non poteva vivere sul territorio di una riserva senza una licenza e i beni situati in una riserva potevano essere tassati.
Varie proposte sono state fatte per modificare il governo delle tribù indigene. Certe hanno avuto esito positivo, come la legge del 2000 che autorizza i membri di una tribù che non vivono nella riserva a votare al momento delle elezioni. Nel 2002, un progetto del legge sul governo delle Prime Nazioni prevedeva di obbligare le bande a sviluppare un sistema per scegliere i loro dirigenti nonché delle regole per la loro gestione finanziaria. Tuttavia, esso ricevette l'opposizione dei gruppi indigeni e non fu infine adottato.

## Gestione delle terre
La legge del 1876 sottoponeva la gestione delle terre al sovrintendente degli affari indigeni: egli poteva in particolare dividere le terre in particelle e domandare agli indigeni di ottenere dei titoli individuali. Questo sistema di proprietà individuale pertanto non rispettava l'utilizzazione comune tradizionale della terra.
Nel 1999, la Legge sulla gestione delle terre delle Prime Nazioni permise alle bande di ricevere la gestione delle terre nella loro riserva.